# Dr. Jekyll und Mr. Hyde (1920)
Dr. Jekyll und Mr. Hyde von 1920 ist eine Verfilmung der Erzählung Der seltsame Fall des Dr. Jekyll und Mr. Hyde des britischen Autors Robert Louis Stevenson, ist jedoch nicht mit dem im gleichen Jahr veröffentlichten und weniger bekannten Film Dr. Jekyll and Mr. Hyde zu verwechseln.

## Handlung
Der Rechtsanwalt John Utterson wundert sich über seinen Freund, den Arzt Dr. Henry Jekyll, der für den Fall seines Ablebens seinen ganzen Besitz an einen geheimnisvollen Fremden namens Edward Hyde vermacht hat. Hyde ist eine kleinwüchsige, bösartige Erscheinung und geht sogar so weit, ein kleines Mädchen umzurennen und den respektablen Sir Danvers Carew zu erschlagen. Als Dr. Lanyon, der mit Utterson und Jekyll befreundet ist, stirbt, dringt Utterson mit Hilfe von Jekylls Butler in Jekylls Labor ein, wo er dessen Leiche vorfindet. Jekyll hatte sich das Leben genommen, nachdem er an einer Substanz gearbeitet hat, die das Böse im Menschen zur Geltung bringen sollte. Dr. Jekyll verwandelte sich in den bösen Mr. Hyde, mit dem er sein böses Ich ausleben konnte, verlor aber im Lauf der Zeit die Kontrolle über sein Alter Ego.

## Hintergrund
- Dieser Film ist insgesamt die fünfte, aber die erste abendfüllende Leinwandadaption von Stevensons literarischer Vorlage. John Barrymore, der vorher bereits als Theaterschauspieler bekannt war und zeitgleich zu den Dreharbeiten am Broadway Shakespeares „Richard III.“ spielte, lieferte hier in der doppelten Hauptrolle als Dr. Jekyll und Mr. Hyde eine Glanzleistung ab.
- Louis Meyer produzierte im selben Jahr eine Verfilmung des Stoffes mit gleichem Titel, die u. a. in die damalige Gegenwart verlegt wurde. Sie reichte aber qualitativ nicht an Paramounts Fassung heran.
- 1965 entstand eine eingefärbte Fassung des Films, für die Killiam Films, Inc. 1971 das Copyright erwarb.